# Distrito Escolar Independiente de Plano
El Distrito Escolar Independiente de Plano (Plano Independent School District o PISD en inglés) es el distrito escolar del estado de Texas, Estados Unidos. Su sede está en Plano.
El distrito, con una superficie de aproximadamente 100 millas cuadradas, sirve 66 millas cuadradas de la Ciudad de Plano, partes del norte de la Ciudad de Dallas, partes del norte de la Ciudad de Richardson, y partes de las ciudades de Allen, Carrollton, Garland, Lucas, Murphy, Parker y Wylie.

## Escuelas

### Escuelas secundarias
- Plano Senior High School
- Plano East Senior High School
- Plano West Senior High School
- Clark High School
- Jasper High School
- McMillen High School
- Shepton High School
- Vines High School
- Williams High School

### Escuelas medias
- Armstrong Middle School
- Bowman Middle School
- Carpenter Middle School
- Frankford Middle School
- Haggard Middle School
- Hendrick Middle School
- Murphy Middle School
- Otto Middle School
- Renner Middle School
- Rice Middle School
- Robinson Middle School
- Schimelpfenig Middle School
- Wilson Middle School

### Escuelas primarias
- Aldridge Elementary School
- Andrews Elementary School
- Barksdale Elementary School
- Barron Elementary School
- Bethany Elementary School
- Beverly Elementary School
- Boggess Elementary School
- Brinker Elementary School
- Carlisle Elementary School
- Centennial Elementary School
- Christie Elementary School
- Daffron Elementary School
- Davis Elementary School
- Dooley Elementary School
- Forman Elementary School
- Gulledge Elementary School
- Haggar Elementary School
- Harrington Elementary School
- Haun Elementary School
- Hedgcoxe Elementary School
- Hickey Elementary School
- Hightower Elementary School
- Huffman Elementary School
- Hughston Elementary School
- Hunt Elementary School
- Jackson Elementary School
- Mathews Elementary School
- McCall Elementary School
- Meadows Elementary School
- Memorial Elementary School
- Mendenhall Elementary School
- Miller Elementary School
- Mitchell Elementary School
- Rasor Elementary School
- Saigling Elementary School
- Schell Elementary School
- Shepard Elementary School
- Sigler Elementary School
- Skaggs Elementary School
- Stinson Elementary School
- Thomas Elementary School
- Weatherford Elementary School
- Wells Elementary School
- Wyatt Elementary School